# Ausztrál női labdarúgó-válogatott
Az ausztrál női labdarúgó-válogatott képviseli Ausztráliát a nemzetközi női labdarúgó eseményeken. A csapatot az ausztrál labdarúgó-szövetség szervezi és irányítja. Az ausztrál női-válogatott szövetségi kapitánya Ante Milicic.
Az ausztrál női nemzeti csapat az első, 1991-es világbajnokságot leszámítva mindig részt vett a világbajnokságon. Olimpiai játékokon kétszer vett részt: 2000-ben, mint házigazda és 2004-ben. Ázsia-kupán ötször szerepelt. 1975-ben bronzérmes, 1979-ben negyedik lett. 1981 és 2003 között nem indult az ázsiai kontinens tornán. 2006-ban, mint rendező tért vissza és ezüstérmes lett. 2008-ban negyedik, 2010-ben Ázsia-bajnok lett.

## Története

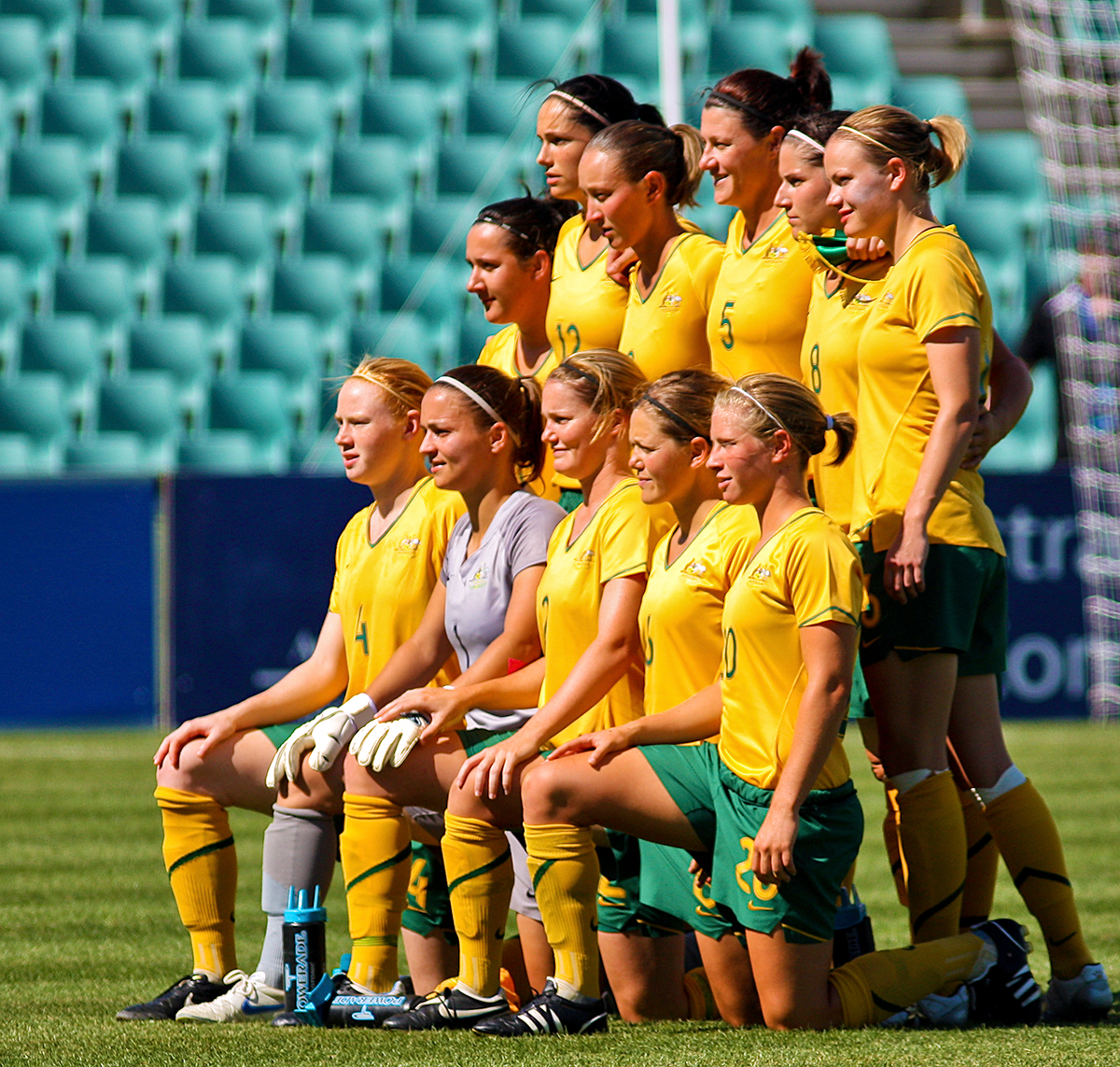
Az ausztrál válogatott a 2009. január 31-i Olaszország elleni mérkőzés előtt Sydney-ben.
Felső sor, balról: Lisa de Vanna, Katie Gill, Karla Reuter, Cheryl Salisbury, Caitlin Munoz, Lauren Colthorpe.
Alsó sor, balról: Claire Polkinghorne, Melissa Barbieri, Kate McShea, Amber Neilson, Elise Kellond-Knight.

## Nemzetközi eredmények

### Világbajnoki szereplés
| Év       | Helyszín         | Eredmény      | Hely | M  | Gy | D | V  | Rg | Kg | Gk  | P  |
| -------- | ---------------- | ------------- | ---- | -- | -- | - | -- | -- | -- | --- | -- |
| 1991     | Kína             | nem jutott be | –    | –  | –  | – | –  | –  | –  | –   | –  |
| 1995     | Svédország       | csoportkör    | –    | 3  | 0  | 0 | 3  | 3  | 13 | -10 | 0  |
| 1999     | Egyesült Államok | csoportkör    | –    | 3  | 0  | 1 | 2  | 3  | 7  | -4  | 1  |
| 2003     | Egyesült Államok | csoportkör    | –    | 3  | 0  | 1 | 2  | 3  | 5  | -2  | 1  |
| 2007     | Kína             | negyeddöntős  | –    | 4  | 1  | 2 | 1  | 9  | 7  | 2   | 5  |
| 2011     | Németország      | negyeddöntős  | –    | 4  | 2  | 0 | 2  | 6  | 7  | -1  | 6  |
| 2015     | Kanada           |               |      |    |    |   |    |    |    |     |    |
| 2019     | Franciaország    |               |      |    |    |   |    |    |    |     |    |
| Összesen | Összesen         | 5 / 6         |      | 17 | 3  | 4 | 10 | 24 | 39 | -15 | 13 |

### Ázsia-kupa szereplés
| Év       | Helyszín       | Eredmény   | Hely | M  | Gy | D | V  | Rg | Kg | Gk | P  |
| -------- | -------------- | ---------- | ---- | -- | -- | - | -- | -- | -- | -- | -- |
| 1975     | Hongkong       | bronzérmes | 3.   | 4  | 2  | 0 | 2  | 12 | 6  | 6  | 6  |
| 1977     | Tajvan         | nem indult | –    | –  | –  | – | –  | –  | –  | –  | –  |
| 1979     | India          | negyedik   | 4.   | 6  | 2  | 0 | 4  | 0  | 5  | -5 | 6  |
| 1981     | Hongkong       | nem indult | –    | –  | –  | – | –  | –  | –  | –  | –  |
| 1983     | Thaiföld       | nem indult | –    | –  | –  | – | –  | –  | –  | –  | –  |
| 1986     | Hongkong       | nem indult | –    | –  | –  | – | –  | –  | –  | –  | –  |
| 1989     | Hongkong       | nem indult | –    | –  | –  | – | –  | –  | –  | –  | –  |
| 1991     | Japán          | nem indult | –    | –  | –  | – | –  | –  | –  | –  | –  |
| 1993     | Malajzia       | nem indult | –    | –  | –  | – | –  | –  | –  | –  | –  |
| 1995     | Malajzia       | nem indult | –    | –  | –  | – | –  | –  | –  | –  | –  |
| 1997     | Kína           | nem indult | –    | –  | –  | – | –  | –  | –  | –  | –  |
| 1999     | Fülöp-szigetek | nem indult | –    | –  | –  | – | –  | –  | –  | –  | –  |
| 2001     | Tajvan         | nem indult | –    | –  | –  | – | –  | –  | –  | –  | –  |
| 2003     | Thaiföld       | nem indult | –    | –  | –  | – | –  | –  | –  | –  | –  |
| 2006     | Ausztrália     | ezüstérmes | 2.   | 6  | 4  | 2 | 0  | 15 | 2  | 13 | 14 |
| 2008     | Vietnám        | negyedik   | 4.   | 5  | 2  | 0 | 3  | 7  | 9  | -2 | 6  |
| 2010     | Kína           | aranyérmes | 1.   | 5  | 4  | 0 | 1  | 7  | 3  | 4  | 12 |
| Összesen | Összesen       | 5 / 17     |      | 26 | 14 | 2 | 10 | 41 | 25 | 16 | 44 |

### Olimpiai szereplés
| Év       | Helyszín       | Eredmény      | Hely | M | Gy | D | V | Rg | Kg | Gk | P |
| -------- | -------------- | ------------- | ---- | - | -- | - | - | -- | -- | -- | - |
| 1996     | Atlanta        | nem jutott be | –    | – | –  | – | – | –  | –  | –  | – |
| 2000     | Sydney         | csoportkör    | –    | 3 | 0  | 1 | 2 | 2  | 6  | -4 | 1 |
| 2004     | Athén          | negyeddöntős  | –    | 4 | 1  | 1 | 2 | 3  | 4  | -1 | 4 |
| 2008     | Peking         | nem jutott be | –    | – | –  | – | – | –  | –  | –  | – |
| 2012     | London         | nem jutott be | –    | – | –  | – | – | –  | –  | –  | – |
| 2016     | Rio de Janeiro | bejutott      |      | 1 | 0  | 0 | 1 | 0  | 2  | -2 | 0 |
| Összesen | Összesen       | 6 / 3         |      | 8 | 1  | 2 | 5 | 5  | 12 | -7 | 5 |

## Játékoskeret
A 2019. november 12-én  Chile elleni mérkőzésre kijelölt keret.
| Szám | Poszt | Név                | Születési dátum / Kor          | Válogatottság | Gólok | Klub                     |
| ---- | ----- | ------------------ | ------------------------------ | ------------- | ----- | ------------------------ |
| 1    | K     | Lydia Williams     | 1988. május 13. (36 éves)      | 84            | 0     | Melbourne City           |
| 12   | K     | Sarah Willacy      | 1995. június 29. (29 éves)     | 0             | 0     | Adelaide United          |
| 18   | K     | Mackenzie Arnold   | 1994. február 25. (31 éves)    | 23            | 0     | Brisbane Roar            |
| 2    | V     | Jenna McCormick    | 1994. szeptember 7. (30 éves)  | 2             | 0     | Melbourne Victory        |
| 4    | V     | Clare Polkinghorne | 1989. február 1. (36 éves)     | 121           | 9     | Brisbane Roar            |
| 5    | V     | Karly Roestbakken  | 2001. január 17. (24 éves)     | 3             | 0     | Canberra United          |
| 7    | V     | Steph Catley       | 1994. január 26. (31 éves)     | 78            | 2     | Melbourne City           |
| 14   | V     | Alanna Kennedy     | 1995. január 21. (30 éves)     | 83            | 7     | Sydney WFC               |
| 21   | V     | Ellie Carpenter    | 2000. április 28. (24 éves)    | 38            | 1     | Melbourne City           |
| 23   | V     | Emma Checker       | 1996. március 11. (29 éves)    | 5             | 0     | Melbourne City           |
| 3    | KP    | Aivi Luik          | 1985. március 18. (39 éves)    | 24            | 0     | Avaldsnes IL             |
| 6    | KP    | Chloe Logarzo      | 1994. december 22. (30 éves)   | 44            | 7     | Sydney WFC               |
| 10   | KP    | Emily van Egmond   | 1993. július 12. (31 éves)     | 92            | 18    | Melbourne City           |
| 13   | KP    | Tameka Yallop      | 1991. június 16. (33 éves)     | 83            | 10    | Brisbane Roar            |
| 19   | KP    | Katrina Gorry      | 1992. augusztus 13. (32 éves)  | 76            | 14    | Brisbane Roar            |
| 22   | KP    | Amy Harrison       | 1996. április 21. (28 éves)    | 13            | 0     | Western Sydney Wanderers |
| 9    | CS    | Caitlin Foord      | 1994. november 11. (30 éves)   | 78            | 17    | Sydney WFC               |
| 15   | CS    | Emily Gielnik      | 1992. május 13. (32 éves)      | 34            | 8     | Bayern München           |
| 16   | CS    | Hayley Raso        | 1994. szeptember 5. (30 éves)  | 41            | 3     | Brisbane Roar            |
| 20   | CS    | Sam Kerr           | 1993. szeptember 10. (31 éves) | 83            | 38    | Chelsea                  |

### Bő keret
Az alábbi játékosok a válogatott rendelkezésére álltak az elmúlt 12 hónapban.
| Szám | Poszt | Név                      | Születési dátum / Kor         | Válogatottság | Gólok | Klub                     |
| ---- | ----- | ------------------------ | ----------------------------- | ------------- | ----- | ------------------------ |
|      | K     | Teagan Micah             | 1997. október 20. (27 éves)   | 0             | 0     | UCLA Bruins              |
|      | K     | Annie Grove              | 2001. június 15. (23 éves)    | 0             | 0     | Canberra United          |
|      | K     | Eliza Campbell           | 1995. május 16. (29 éves)     | 2             | 0     | Perth Glory              |
|      | V     | Courtney Nevin           | 2002. február 12. (23 éves)   | 0             | 0     | Western Sydney Wanderers |
|      | V     | Teigen Allen             | 1994. február 12. (31 éves)   | 40            | 0     | Melbourne Victory        |
|      | V     | Gema Simon               | 1990. július 19. (34 éves)    | 11            | 0     | Newcastle Jets           |
|      | V     | Laura Alleway            | 1989. november 28. (35 éves)  | 60            | 2     | Melbourne Victory        |
|      | V     | Elizabeth Ralston        | 1995. május 16. (29 éves)     | 0             | 0     | Sydney WFC               |
|      | KP    | Elise Kellond-Knight     | 1990. augusztus 10. (34 éves) | 109           | 2     | Brisbane Roar            |
|      | KP    | Rachel Lowe              | 2000. november 19. (24 éves)  | 1             | 0     | UCLA Bruins              |
|      | KP    | Alex Chidiac             | 1999. január 15. (26 éves)    | 17            | 1     | Atlético Madrid          |
|      | KP    | Teresa Polias            | 1990. május 16. (34 éves)     | 11            | 0     | Sydney WFC               |
|      | CS    | Kyah Simon               | 1991. június 25. (33 éves)    | 87            | 24    | Melbourne City           |
|      | CS    | Kyra Cooney-Cross        | 2002. február 15. (23 éves)   | 0             | 0     | Western Sydney Wanderers |
|      | CS    | Jacynta Galabadaarachchi | 2001. június 6. (23 éves)     | 0             | 0     | West Ham United          |
|      | CS    | Lisa De Vanna            | 1984. november 14. (40 éves)  | 150           | 47    | Fiorentina               |
|      | CS    | Mary Fowler              | 2003. február 14. (22 éves)   | 4             | 0     | Adelaide United          |
|      | CS    | Princess Ibini           | 2000. január 31. (25 éves)    | 6             | 0     | Sydney WFC               |
|      | CS    | Allira Toby              | 1994. augusztus 15. (30 éves) | 0             | 0     | Brisbane Roar            |

## Lásd még
- Ausztrál labdarúgó-válogatott